# 倪普
倪普（1224年—？），字君泽，南宋大臣，婺州（今浙江省金华市）人。
南宋嘉定十七年（1224年），倪普出生。淳祐十年（1250年）考取庚戌科进士，殿试一甲第三名（探花）。初授推官，历任江南东路刑狱、权饶州、知吉州，江西提举。入行在临安府历任司农少卿、秘书监，升为刑部侍郎、刑部尚书、礼部尚书、吏部尚书。宋恭帝德祐元年（1275年），二月己巳，以陈宜中知枢密院事，曾渊子同知枢密院事，礼部侍郎文及翁签书枢密院事，倪普拜端明殿大学士、同签书枢密院事。三月，元兵迫进，临安戒严，签书枢密院事文及翁，同签书枢密院事倪普，让台谏弹劾自己，倪普没有等到奏章上达，就逃出临安府。